# Die Wacht am Rhein
Die Wacht am Rhein, Vakten vid Rhen, är en tysk patriotisk sång, som blev populär i synnerhet under fransk-tyska kriget 1870–1871. Poemet diktades 1840 av Max Schneckenburger, då den vänstra Rhenstranden hotades av fransmännen, och tonsattes av flera musiker, slutligen av Carl Wilhelm (född 1815, död 1873, ledare för Liedertafeln i Krefeld 1840–1865). Den sistnämndes tonsättning från 1854 blev den folkkära melodin. Tonsättaren erhöll 1871 en pension på 3 000 mark. "Die Wacht am Rhein" utgör ämnet även för en genom bland annat otaliga gravyrer välbekant tavla av Lorenz Clasen samt för det väldiga, 1883 avtäckta Niederwalddenkmal.